# TACA
TACA war eine salvadorianische Fluggesellschaft mit Sitz in San Salvador und Basis auf dem Flughafen San Salvador. Sie war Teil des Dachverbundes Grupo TACA und seit 2010 auch der Holding AviancaTaca sowie Mitglied der Luftfahrtallianz Star Alliance.
Seit Herbst 2013 treten alle Fluggesellschaften der AviancaTaca nur noch unter dem einheitlichen Markennamen „Avianca“ auf, der Name TACA wird verschwinden. Mittlerweile ist TACA als Avianca El Salvador aktiv.

## Geschichte

### Gründung und erste Jahre

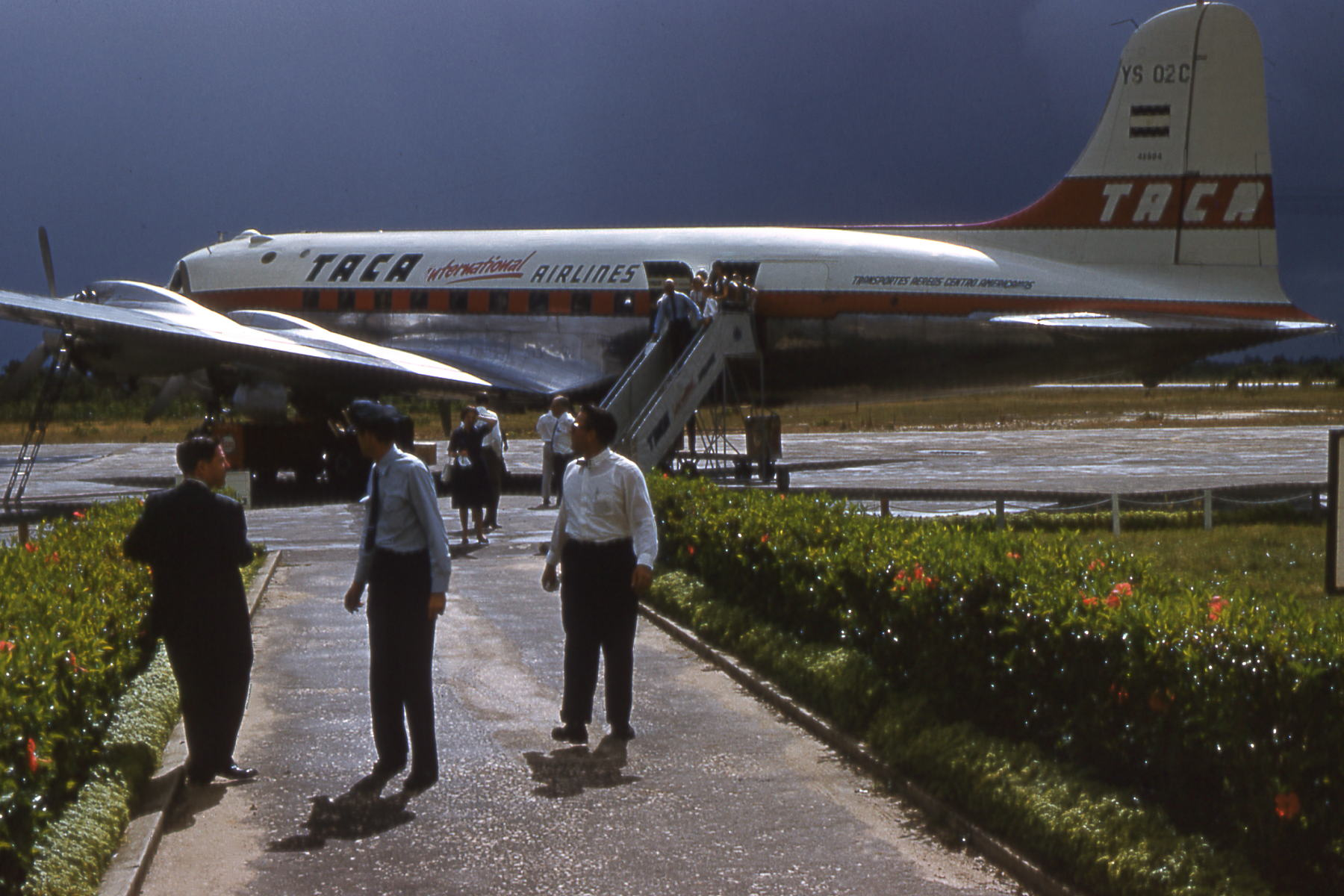
Eine Douglas DC-4 der TACA Ende der 1950er-Jahre

TACA wurde 1931 vom Neuseeländer Lowell Yerex in Honduras gegründet. Damals wurde meistens Fracht im Auftrag der Regierung transportiert. Die erste Maschine der Fluggesellschaft war eine einmotorige Stinson Reliant. Die Abkürzung des Namens stand ursprünglich für „Transportes Aéreos Centroamericanos“, heute bedeutet sie „Transportes Aéreos del Continente Americano“. Als Firmensymbol ziert bis heute die Guacamaya-Ara Ara macao, eine farbenprächtige Papageienart, das Logo der Fluggesellschaft.
1939 wurde die Gesellschaft nach El Salvador verlegt und dehnte ihre Dienste in andere mittelamerikanische Länder mit Hilfe von neu gegründeten Tochterfirmen aus. 1943 fanden Flüge bis nach Kolumbien und Venezuela statt, die Flotte bestand zu dieser Zeit aus Ford AT-5 Tri-Motor, Douglas DC-3 und Lockheed 18 Lodestar.
Die Mehrheit der Firma wurde 1960 durch den Privatinvestor Ricardo Kriete übernommen und die Gesellschaft in „TACA International Airways“ umbenannt. Die Firma blieb in El Salvador registriert, aber der Firmensitz wurde nach New Orleans, USA, verlegt. Im Jahr 1982 kam der Firmensitz wieder nach El Salvador, wo die Firmenleitung heute noch ansässig ist. Damals wurde eine diskrete Lage im Rückgebäude eines Supermarktes in San Salvador gewählt, um in den schwierigen Zeiten des Bürgerkrieges (1980–1992) so unauffällig wie möglich zu sein.

### Entwicklung seit den 1980er-Jahren

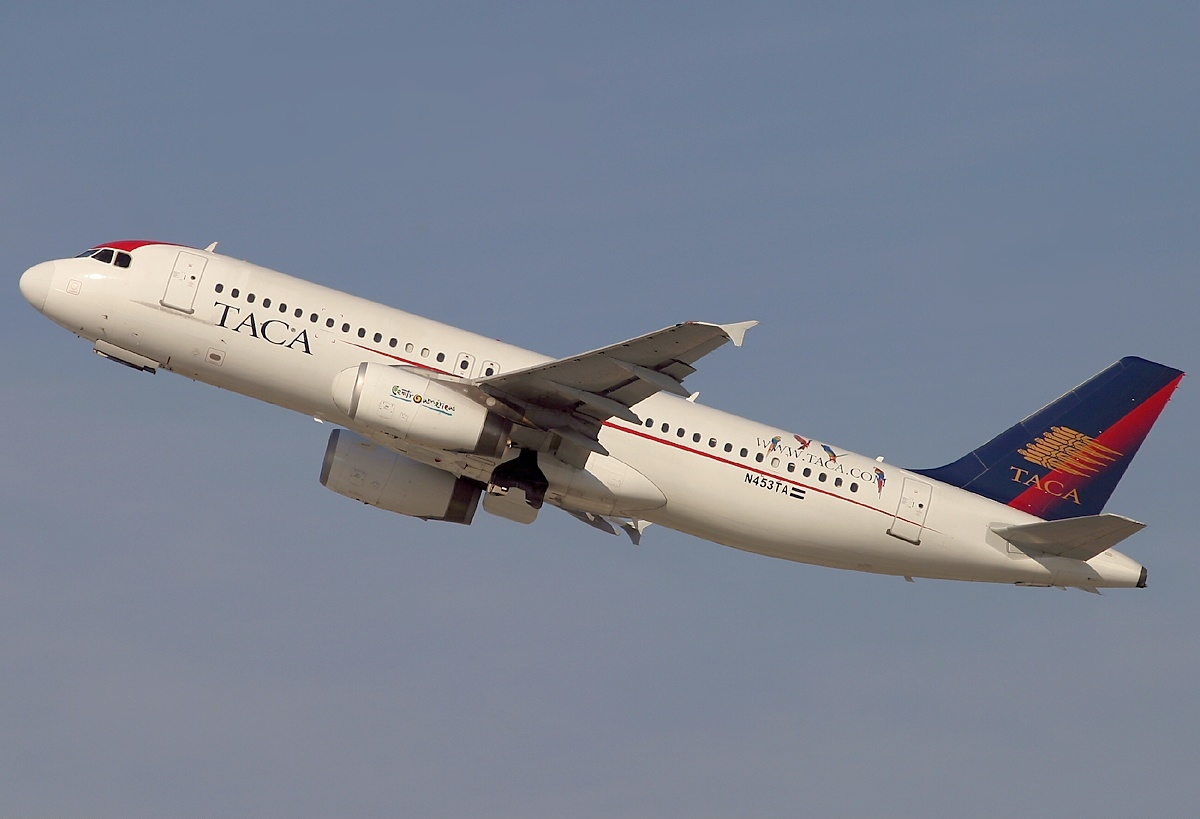
Ein Airbus A320-200 der TACA in ehemaliger Lackierung

Im Jahr 1983 wurde eine Tochterfirma gegründet, Aeromantenimiento (Aeroman), eine Wartungsunternehmen, dessen Dienste heute auch von US-amerikanischen Fluggesellschaften in Anspruch genommen werden. Ab Mitte der 1980er-Jahre verstärkten Boeing 737-200 und 767-200 die Flotte.
Bis 1997 gelang es TACA, wichtige Firmenanteile anderer mittelamerikanischen Fluggesellschaften zu übernehmen: Lacsa aus Costa Rica, Aviateca aus Guatemala, NICA aus Nicaragua, SAHSA aus Honduras. Heutzutage treten alle als Mitglieder der Grupo TACA auf. Die Bedeutung der Abkürzung TACA wurde dann geändert zu „Transportes Aéreos del Continente Americano“. 2000 wurden 49 Prozent der Firmenanteile an TransAm Airlines übernommen und die Firma TACA Perú gegründet. Der Flugbetrieb von NICA und SAHSA wurden 2004 eingestellt. Stattdessen schlossen sich mehrere Fluggesellschaften zu einem Regionalverbund unter dem Dach von TACA als TACA Regional zusammen. TACA stellt das Marketing, wie Werbung, Internetauftritt- und Buchungen und das Vielfliegerprogramm Distancia. Mitglied von TACA Regional sind Aeroperlas, Aviateca, Isleña, La Costeña und Sansa Airlines.

### Gegenwart
Am 11. November 2010 wurde bekannt gegeben, dass TACA bis 2012 der internationalen Luftfahrtallianz Star Alliance beitreten wird. Der Beitritt erfolgte schließlich am 21. Juni 2012.
Bis Mitte 2013 wurde die Gesellschaft im Rahmen des Zusammenschlusses ihrer Eigentümer in die einheitliche Marke Avianca umbenannt.

## Grupo TACA
TACA ist auch Teil der Dachmarke Grupo TACA, einem Verband aus acht lateinamerikanischen Fluggesellschaften. Diese sind neben der TACA auch Aeronica aus Nicaragua, Aviateca aus Guatemala, Lacsa und Sansa Airlines aus Costa Rica, TACA Perú aus Peru sowie TACA de Honduras und Isleña Airlines aus Honduras. Diese Airlines sind weitgehend eigenständig, arbeiten aber über Codeshare-Abkommen eng zusammen und bedienen so ein weitreichend verzweigtes Streckennetz mit gemeinsamem Außenauftritt.

## Flugziele
Das wichtigste Drehkreuz war der Flughafen San Salvador, daneben befanden sich wichtige Basen in Lima und San José. Damals wurden 35 Zielorte in 19 Ländern angeflogen und 3,5 Millionen Passagiere im Jahr befördert. Die Gesellschaft bediente, auch im Rahmen des Verbandes Grupo TACA, zahlreiche Destinationen auf dem amerikanischen Kontinent.

## Flotte

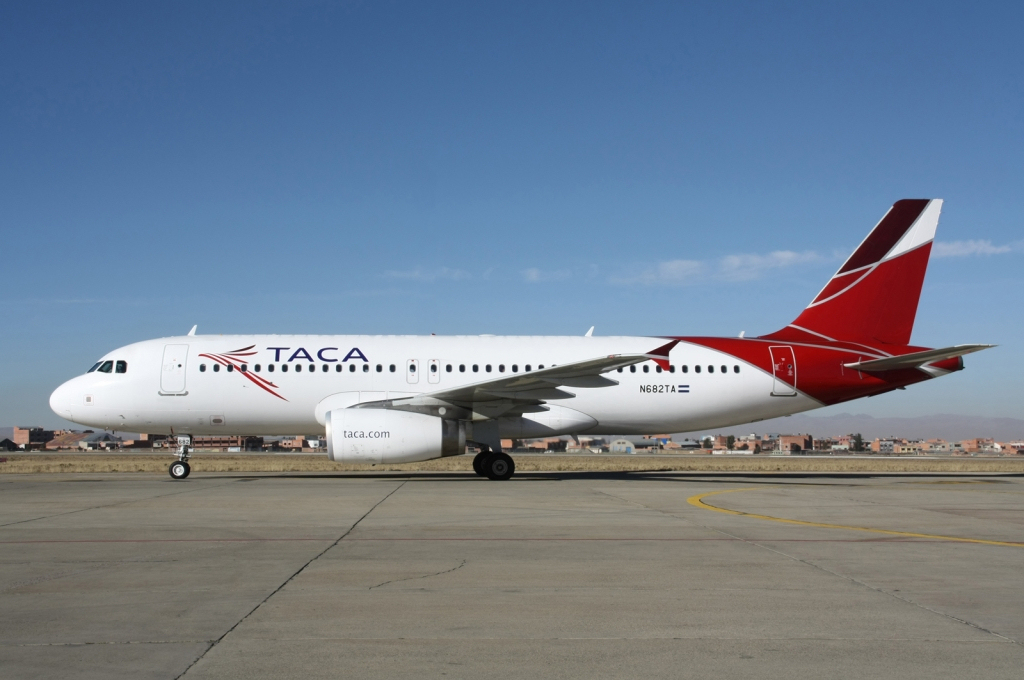
Ein Airbus A320-200 der TACA

Mit Stand Februar 2015 bestand die Flotte der TACA aus 33 Flugzeugen:
- 05 Airbus A319-100
- 12 Airbus A320-200
- 05 Airbus A321-200
- 11 Embraer 190

## Zwischenfälle
- Am 17. März 1947 kollidierte eine Lockheed C-60A-5-LO Lodestar der TACA (Luftfahrzeugkennzeichen YS-28) zwölf Kilometer nordwestlich des Flughafens Medellin-Olaya Herrera mit einem Berg. Das Flugzeug war zuvor von eben jenem Flughafen gestartet. Alle acht Insassen starben.[5]

- Am 5. März 1959 stürzte eine Vickers Viscount 763D der TACA (YS-09C) kurz nach dem Start vom Flughafen Managua (Nicaragua) 1,6 bis 2,4 Kilometer hinter dem Ende der Startbahn 29 ab. Unmittelbar nach dem Abheben fiel das Triebwerk 1 (links außen) aus, kurz danach verlor Triebwerk 2 (links innen) stark an Leistung. Das Flugzeug ging in eine abrupte Linkskurve und einen exzessiven Querneigungswinkel über, streifte Bäume und stürzte in Rückenlage zu Boden. Von den 19 Insassen kamen 15 ums Leben, zwei Besatzungsmitglieder und 13 Passagiere.[6][7]

- Am 2. Mai 1976 setzte eine Douglas DC-6BF der TACA (YS-35C) bei der Landung auf dem Flughafen Rubelsanto (Guatemala) vor der Landebahn auf und wurde irreparabel beschädigt. Personen kamen nicht zu Schaden.[8]

- Am 24. Mai 1988 verlor eine Boeing 737-300 der TACA (N75356) in einem Gewitter beide Triebwerke, siehe Taca-International-Airways-Flug 110. Die Piloten mussten mit Kapitän Carlos Dardano eine Notlandung auf einem mit Gras bewachsenen Deich in New Orleans durchführen. Der Deich gehörte zum Michoud-Gelände der NASA. Bei dem Vorfall haben alle 38 Passagiere und die 7 Besatzungsmitglieder unverletzt überlebt. Eine Passagierin kam aufgrund einer vorhergehenden Operation vorsorglich ins Krankenhaus.

- Am 20. Juli 1988 startete eine Douglas DC-6/C-118A der TACA International Airlines (N33VX) vom Flughafen San Salvador-Comalapa mit Treibstoff für 7 Stunden an Bord. Nach 4,3 Stunden verloren die Triebwerke 1, 2 und 3 die Leistung. Bei der Notlandung bei Golden Meadow, Louisiana (USA) schlug das Fahrwerk gegen einen Deich, die Tragfläche auf den Boden und das Flugzeug in einem Entwässerungsgraben auf. Bis zum Ziel, dem Flughafen New Orleans, wären es noch 68 Kilometer nordwärts gewesen. Das Flugzeug wurde irreparabel beschädigt. Aufgrund eines offen gelassenen Ablassventils in der Triebwerksgondel Nr. 4 war die ganze Zeit über Treibstoff verloren gegangen. Alle 3 Besatzungsmitglieder, die einzigen Insassen auf dem Frachtflug, wurden getötet (siehe auch Flugunfall einer Douglas DC-6 der TACA in Louisiana 1988).[9]

- Am 30. Mai 2008 verunglückte ein Airbus A320 auf dem Flug TA 390 bei der Landung auf dem Flughafen Tegucigalpa. Die Maschine konnte auf der zum Unfallzeitpunkt nassen und nur 1.863 Meter langen Landebahn nicht rechtzeitig zum Stehen gebracht werden und kam von ihr ab. Sie kreuzte eine Straße, stieß dabei mit mehreren Fahrzeugen zusammen und prallte anschließend gegen einen Berghang. Unter den fünf Todesopfern befand sich neben dem Piloten Cesar D’Antonio auch der Präsident der zentralamerikanischen Bank für wirtschaftliche Integration, Harry Brautigam.[10]